# EP u amaterskom boksu 1967.
17. Europsko prvenstvo u amaterskom boksu 1967. se održalo od 25. svibnja - 2. lipnja 1967. u talijanskom gradu Rimu.
Boksači su se po borili za odličja u deset težinskih kategorija. Sudjelovalo je 171 boksača iz 26 država.
Boksači iz SSSR-a i Poljske su osvojili po 3 naslova prvaka, Italije 2, a Rumunjske i ČSSR-a po 1 naslov prvaka.
| Kategorija            | zlato             | srebro            | bronca                            |
| muha (-51 kg)         | Hubert Skrzypczak | Constantin Ciucă  | Petr Gorbatov Engan Yadigar       |
| bantam (-54 kg)       | Nicolae Giju      | Horst Rascher     | Nikolaj Savov Bruno Pieracci      |
| pero (-57 kg)         | Ryszard Petek     | Seyfi Tatar       | Ivan Mihajlov Jean-Louis De Souza |
| laka (-60 kg)         | Józef Grudzień    | Zvonimir Vujin    | Dieter Dunkel László Gula         |
| poluvelter (-63,5 kg) | Jevgenij Frolov   | Jerzy Kulej       | János Kajdi Peter Tiepold         |
| velter (-67 kg)       | Bohumil Němeček   | Manfred Wolke     | Ion Hodosan István Gáli           |
| polusrednja (-71 kg)  | Viktor Agejev     | Witold Stachurski | Ion Covaci Vojtech Stantien       |
| srednja (-75 kg)      | Mario Casati      | Aleksej Kiselev   | Gheorghe Chivar Jan Hejduk        |
| poluteška (-81 kg)    | Dan Poznjak       | Peter Gerber      | Ion Monea Cosimo Pinto            |
| teška (+81 kg)        | Mario Baruzzi     | Peter Boddington  | Kiril Pandov Jürgen Schlegel      |